# جاستین نجیماه
جاستین نجیماه (انگلیسی: Justin Njinmah؛ زادهٔ ۱۵ نوامبر ۲۰۰۰) بازیکن فوتبال اهل آلمان است.